# دانييلي براتو
دانييلي براتو (بالإيطالية: Daniele Prato)‏ هو لاعب كرة قدم إيطالي في مركز الوسط، ولد في 25 مايو 1991 في سغراتي في إيطاليا. لعب مع نادي مونزا.